# Santana do Seridó
Santana do Seridó es un municipio en el estado del Rio Grande do Norte (Brasil), localizado en la región del Seridó. De acuerdo con el censo realizado por el IBGE (Instituto Brasileño de Geografía y Estadística) en el año 2007, su población es de 2.729 habitantes. Área territorial de 188 km².